# Sarah Boone
Sarah Boone (Condado de Craven, 1832-New Haven, 1904) fue una inventora afroamericana. El 26 de abril de 1892, obtuvo la patente de Estados Unidos número 473.563 por sus mejoras en la tabla de planchar.

## Trayectoria

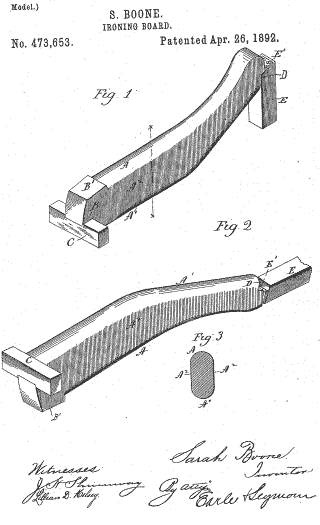
El dibujo de la patente de la tabla de planchar inventada por Sarah Boone.

Sarah Marshall nació en el condado de Craven, en Carolina del Norte, cerca de la ciudad de New Bern, en 1832. Junto con sus tres hermanos, nació en esclavitud lo que le impidió el acceso a la educación formal. Fue educada en casa por su abuelo. El 25 de noviembre de 1847 se casó con James Boone (o Boon) en New Bern y tuvieron ocho hijos. Fue liberada de la servidumbre involuntaria después de casarse con James Boone aunque se desconocen más detalles sobre esto.
La familia Boone se fue de Carolina del Norte a New Haven, en Connecticut, antes del estallido de la Guerra de Secesión estadounidense. Se instalaron en una casa en el número 30 de Winter Street. Perteneció a la Iglesia Congregacional de Dixwell Avenue, y trabajó como modista.
La tabla de planchar de Boone fue diseñada para mejorar la calidad del planchado de las mangas y el cuerpo de las prendas de mujer. Diseñó una tabla de planchar muy estrecha, curva y de madera para que la forma y la estructura permitieran que se ajustara a una manga de ropa. Además, era reversible, por lo que se podían planchar ambos lados de la manga.
Judy Reed recibió una patente solo ocho años antes y es considerada la primera mujer afroamericana en obtener una patente. Junto con Miriam Benjamin, Ellen Eglin y Sarah E. Goode, Boone fue una inventora y pionera en desarrollar una nueva tecnología para el hogar.